# Джестер (фильм)
«Джестер» (англ. The Jester) — американский полнометражный фильм ужасов 2023 года, снятый режиссёром Колином Кравчуком. Фильм основан на серии короткометражных фильмов ужасов, снятых Майклом Шеффилдом. Премьера фильма состоялась 20 сентября 2023 года в Филиппинах, 29 сентября «Джестер» поступил в ограниченный прокат в США, а 3 октября состоялась цифровая премьера фильма в онлайн-кинотеатре Shudder.
Согласно сюжету фильма загадочный фокусник в маске клоуна, известный как Джестер, терроризирует жителей небольшого городка в канун Хэллоуина. Его очередными жертвами становятся две сестры, Эмма и Джослин, которым придётся преодолеть семейные разногласия и объединить усилия, чтобы дать отпор Джестеру. Съёмки проходили по большей части в октябре-ноябре 2022 года в городе Фредерик, штат Мэриленд, США.
Фильм получил негативные отзывы от кинокритиков: на американских агрегаторах рецензий IMDb и Rotten Tomatoes «Джестер» получил 3,9 балла из 10 возможных и 25% свежести, соответственно; на русскоязычном агрегаторе рецензий «Критиканство» рейтинг фильма составил 53 балла из 100 возможных.

## Сюжет
Действие фильма происходит в маленьком неназванном городке. Фильм открывается сценой, где таинственный фокусник в оранжевом костюме и маске клоуна, известный как «Джестер», убивает пожилого мужчину по имени Джон Уиллер, инсценировав его самоубийство. Через некоторое время в город на похороны приезжает дочь Джона Эмма, с которой у него были тяжёлые отношения. Посетив похороны, Эмма решает ненадолго задержаться в городе по просьбе Джослин, её сводной сестры по отцу, которая хочет встретиться. Несмотря на то, что у девочек был один отец, в живую они никогда не виделись. Эмма встретилась с Джослин в местном баре, где рассказала сестре как ненавидела отца за то, что тот покинул Эмму и её мать, а затем завёл новую семью, где у него родилась дочь Джослин. Джослин, с другой стороны, была рада познакомиться со своей сводной сестрой, надеясь, что несмотря на разногласия Эмма сможет принять её: мать Джослин умерла несколько лет назад, и после смерти Джона у неё больше не осталось родственников. Эмма, однако, ясно даёт понять, что не заинтересована в налаживании отношений с сестрой и в тяжёлых чувствах покидает бар.
С этого момента Джестер начинает преследовать Эмму и Джослин. Раздосадованная отказом сестры, Джослин приглашает в гости своих друзей, Мэдисон, Алексис и Лиама, чтобы попытаться отвлечься от скорби. Однако ей это не удаётся: дом, в котором она жила с отцом, навивает грустные воспоминания и она начинает видеть призрака своего отца. Друзья предлагают Джослин развеяться, отправившись на праздничную ярмарку по случаю Хэллоуина, и та с радостью соглашается. Тем временем Эмма встречает на своём пути Джестера, который начинает преследовать девушку, заставляя участвовать в своих фокусах. Раздражённая, Эмма срывается на него и тот перерезает себе горло, а затем оживает, тем самым демонстрируя свою потустороннюю природу. Напуганная девушка обращается за помощью в полицию, однако им не удаётся остановить Джестера, когда тот напал на них с помощью своих смертельных фокусов. Тем не менее, отвлёкшая на себя внимание полиция дала Эмме достаточно времени, чтобы сбежать от злобного фокусника, поэтому он переключает своё внимание на Джослин и её друзей. Показывая фокусы, Джестер калечит Лиама, Алексис и Мэдисон, вынуждая Джослин следовать его указаниям, чтобы он оставил её друзей в покое.
Джестер находит Эмму недалёко от моста, где не так давно убил её отца. Он даёт девушке выбор: либо уехать из города, либо остаться и спасти Джослин, продолжив игру. Эмма решает остаться и фокусник навивает ей иллюзии, в которых она видит маленькую Джослин и своего отца. Джестер, под личиной Джона, говорит Эмме, что на самом деле отец никогда не любил её и её мать. Именно поэтому Джон бросил их и женился на другой женщине, вместе с которой у него появилась дочь, о которой он всегда мечтал — Джослин. Джестер хотел заставить Эмму обозлиться на сестру и бросить её, однако Эмма раскусила его уловки и смогла победить Джестера, но в процессе случайно ранила сестру ударом ножом. Позже Эмма вновь посещает кладбище, и у могилы Джона говорит, что прощает отца. Примирившись с отцом и своими внутренними демонами Эмма уходит с кладбища, чтобы встретиться в баре со своей сестрой, которой удалось выжить, а также её подругами Алексис и Мэдисон.

## Актёрский состав
- Майкл Шеффилд — Джестер / Лиам, друг Джослин
- Лелия Симингтон — Эмма
- Делани Уайт — Джослин
- Мэтт Сервитто — Джон Уилер, отец Эммы и Джослин
- Лена Джеймс — Мэдисон, подруга Джослин
- Миа Рэй Робертс — Алексис, подруга Джослин

## Восприятие
| Сводный рейтинг    | Сводный рейтинг |
| Агрегатор          | Оценка          |
| ------------------ | --------------- |
| «Критиканство»     | 53/100          |
| Иноязычные издания |                 |
| Издание            | Оценка          |
| The Guardian       | 2/5             |
| The Sunday Times   | 2/5             |
| Starbust           | 3/5             |

### Списки и рейтинги
«Джестер» получил в целом негативные оценки от кинокритиков. На сайте Rotten Tomatoes фильм имеет 25% свежести, на основе 8 рецензий критиков. Общий рейтинг фильма на агрегаторе «Критиканство», подсчитываемый на основе рецензий русскоязычных изданий, составил 53 балла из 100 на основе 3 обзоров: 2 негативных и 1 смешанного.

### Рецензии прессы
Фил Хоэд из The Guardian дал фильму две звезды из 5.